# King's Quest
King's Quest is een serie computerspellen vanaf 1984, ontwikkeld door Sierra. De verhaallijnen zijn bedacht en geschreven door Roberta Williams, medeoprichter en voormalig eigenaar van Sierra. 
Voor 1984 bestond een "avonturenspel" alleen uit tekst. De speler las enkele regels op een voor de rest zwart scherm, tikte een commando in en hopelijk leverde dat commando opnieuw enkele regels tekst op. In 1984 veranderde dat met King's Quest.
King's Quest is een spel waarbij de speler in de huid van het hoofdpersonage kruipt. Met de pijltoetsen, muis of commando's beweegt het personage en laat de speler hem acties uitvoeren. Hiermee speelt men een verhaal na, dat voor dit specifiek spel doet denken aan een middeleeuws sprookje. De gameplay was erg bijzonder voor z'n tijd. Veel mensen zagen King's Quest als een interactieve tekenfilm. De serie speelt zich af rond het personage Sir Graham en zijn familie.

## Verhaal

### King's Quest: Quest for the Crown
Een oude, kinderloze koning geeft zijn magische spiegel aan een tovenaar, maar krijgt geen kind in ruil. Hij geeft zijn magisch schild aan een dwerg, maar krijgt geen medicijn voor zijn zieke vrouw terug. En als hij na haar dood hertrouwt, gaat zijn jongere gemalin er met de schatkist vandoor. Graham, de koene ridder, dient de drie gestolen schatten van het koninkrijk te redden. Wanneer Graham met de schatten terugkomt, sterft de koning en wordt hij tot koning van Daventry gekroond.

### King's Quest II: Romancing The Throne
Eenmaal koning moet Graham trouwen om voor troonopvolging te zorgen. In de magische spiegel ziet hij een jonge vrouw in nood, jonkvrouw Valanice. Zij wordt gevangen gehouden in een ivoren toren ergens in het land Kolymna, dat overzee ligt. Om bij de toren te komen, moet hij een geheime deur door waarvoor hij diverse beproevingen zal moeten afleggen. Nadat hij haar gered heeft, trouwen Graham en Valanice. Ze krijgen twee kinderen: Alexander en Rosella.

### King's Quest III: To Heir is Human
Het geluk is ze niet gegund. Alexander wordt als baby ontvoerd en meegenomen door de tovenaar Mannanan. Deze noemt hem Gwydion en laat hem als slaaf voor hem werken. Mannanan heeft eerder slaven gehad en weet dat ze op hun achttiende te nieuwsgierig worden naar de magie. Daarom is Mannanan van plan om Gwydion op zijn 18de verjaardag te vermoorden. Gwydion komt hierachter wanneer hij het dagboek van zijn voorganger (ook Gwydion genoemd) vindt. Zijn enige uitweg om de tovenaar uit te schakelen is de magie. Wanneer hij hierin geslaagd is, gaat hij aan boord van een piratenschip op weg naar Daventry dat hij vervallen en verwaarloosd terugvindt. Daventry is nu in de handen van een gevaarlijke draak. Hij redt zijn zuster van de draak en verenigt zich met zijn familie. Hierna wordt Daventry weer in al zijn glorie hersteld.

### King's Quest IV: The Perils of Rosella
De blijdschap is maar voor even. Graham krijgt een hartaanval en Rosella komt erachter dat de enige remedie een magisch fruit is uit het land Tamir. Hiervoor zal zij eerst Genesta, de goede fee, moeten helpen haar talisman terug te krijgen van de kwade Lolotte. Ook Lolotte probeert Rosella voor haar karretje te spannen. Geholpen door Lolottes aangenomen zoon Edgar lukt dit haar en kan ze het fruit overbrengen naar Daventry zodat Graham weer gezond wordt.

### King's Quest V: Absence Makes the Heart Go Yonder!
Als Graham op een dag terugkomt van een wandeling, blijkt het kasteel met zijn familie letterlijk verdwenen. De uil Cedric vertelt hem dat de boze tovenaar Mordack, de broer van Mannanan, dit gedaan heeft. Mordack wil hiermee wraak nemen op Alexander omdat deze Manannan in een kat heeft veranderd en zet de laatste onder druk om Manannan weer terug in een mens te veranderen. Graham reist naar Serenia waar hij met hulp van de goede tovenaar Crispin op zoek gaat naar het kasteel van Mordack. Eenmaal in het kasteel krijgt hij de hulp van de gevangen prinses Cassima om zijn familie weer terug te toveren. Alexander is meteen onder de indruk van de prinses van 'De Groene Eilanden' en belooft haar te bezoeken.

### King's Quest VI: King's Quest VI: Heir Today, Gone Tomorrow
De groene Eilanden blijken ver weg te zijn. Alexander reist overzee, maar na een schipbreuk strandt hij op het Krooneiland. Hij komt erachter dat Cassima gevangen wordt gehouden in het kasteel en uitgehuwelijkt is aan de Vizier, die heerser van de eilanden wil worden. Alexander zal het huwelijk moeten voorkomen om het land van de ondergang te redden en om zijn geliefde Cassima in de armen te kunnen sluiten. De twee trouwen uiteindelijk en worden koning en koningin van de Groene Eilanden.

### King's Quest VII: The Princeless Bride
Valanice maakt zich ondertussen zorgen of ze wel een goede huwelijkskandidaat voor Rosella zullen vinden. Rosella heeft hier helemaal geen zin in en vlucht naar het land van haar dromen, maar wordt onderschept door de trollenkoning die met haar wil trouwen. Rosella weet te vluchten, maar komt er al snel achter dat het land Eltrich in gevaar is. Valanice, die Rosella achterna gegaan is, komt terecht in de woestijn en doet er alles aan om haar dochter te vinden. Uiteindelijk vinden ze elkaar en weten het land te redden. De trollenkoning blijkt te zijn verwisseld met prins Edgar die Rosella al eerder een huwelijksaanzoek deed in Tamir. Ditmaal stemt Rosella wel in en Valanice keert alleen terug naar Daventry.

### King's Quest VIII: Mask of Eternity
Koning Graham gaat op zoek naar zijn dapperste ridder die hem kan opvolgen als koning: Sir Connor. Connor vindt een stuk van het 'Masker der eeuwigheid'. Dit masker blijkt de inwoners van Daventry in steen te hebben veranderd. Connor moet het masker herstellen om deze magie ongedaan te maken. Hiermee redt hij Daventry en wordt hij de vertrouweling van Graham.

## Geannuleerd project
Spelontwikkelaar  Telltale Games kondigde in februari 2011 aan dat ze een licentie hadden genomen op King's Quest en dat er een nieuw spel in de pijplijn zat, maar in 2013 annuleerde Telltale de ontwikkeling. In 2014 maakte Activision, de huidige eigenaar van het Sierra-label, bekend wederom games onder de naam Sierra op de markt te zullen brengen, waaronder een nieuwe King's Quest. Het eerste in deze (vijfdelige) episodische serie verscheen in juli 2015 onder de titel King's Quest Chapter I: A Knight to Remember.

## Serie
De volgende spellen kwamen uit in de serie:
| Jaar | Nr             | Naam                               | Hoofdpersonage    | Omschrijving |
| ---- | -------------- | ---------------------------------- | ----------------- | --- |
| 1984 | I              | Quest for the Crown                | Sir Graham        | Graham krijgt de opdracht van de koning om de schatten van Daventry terug te vinden, het land te redden en zo erfgenaam van de troon te worden. |
| 1985 | II             | Romancing the Throne               | King Graham       | Graham gaat op zoek naar zijn bruid Valanice. Daarvoor moet hij in het buurland Kolymna vele beproevingen overwinnen.                           |
| 1986 | III:           | To Heir is Human                   | Gwydion           | Gwydion is de slaaf van de tovenaar Manannan. Hij wil ontsnappen en zijn weg leidt naar Daventry. Hier staat hem een verrassing te wachten.     |
| 1988 | IV             | The Perils of Rosella              | Rosella           | Prinses Rosella gaat op zoek naar het magische fruit dat haar zieke vader kan redden.                                                           |
| 1990 | V              | Absence Makes the Heart Go Yonder! | King Graham       | Het kasteel van Daventry inclusief zijn familie is op een dag letterlijk verdwenen. Graham gaat op zoek.                                        |
| 1992 | VI             | Heir Today, Gone Tomorrow          | Alexander         | Prins Alexander gaat op zoek naar zijn bruid Prinses Cassima. Zij blijkt gevangen en haar koninkrijk is in gevaar.                              |
| 1994 | VII            | The Princeless Bride               | Valanice/ Rosella | Moeder en dochter raken elkaar kwijt en gaan op zoek. Ze komen door verschillende landen en ontdekken een groot gevaar..                        |
| 1998 | -              | Mask of Eternity                   | Connor Maclyrr    | Connor is een inwoner van Daventry. Hij krijgt de opdracht het magische masker te herstellen en zo zijn koninkrijk te redden.                   |
| 1994 | -              | King's Questions                   | -                 | Trivia game, kwam uit als onderdeel van de King's Quest Collectie                                                                               |
| 2015 | 5-delige serie | King's Quest (2015)                | Sir Graham        | Het spel gaat over zowat alle heroïsche avonturen van koning Graham welke zich voor en tijdens zijn regeerperiode in Daventry afspeelden.       |